# 沙佩勒沃朗
沙佩勒沃朗（法語：Chapelle-Voland，法語發音：[ʃapɛl vɔlɑ̃]）是法国汝拉省的一个市镇，属于隆斯勒索涅区。

## 地理
沙佩勒沃朗（46°48'11"N, 5°22'41"E）面积30.5 平方千米，位于法国勃艮第-弗朗什-孔泰大區汝拉省，该省份为法国东部内陆省份，北起上索恩省，西北接科多尔省，西临索恩-卢瓦尔省，南至安省，东与杜省和瑞士接壤。
与沙佩勒沃朗接壤的市镇（或旧市镇、城区）包括：布雷斯地区穆捷、楠斯、科默纳耶、科日、勒朗、博韦尔努瓦、贝勒韦夫尔、蒙热、勒普拉努瓦、托尔普。

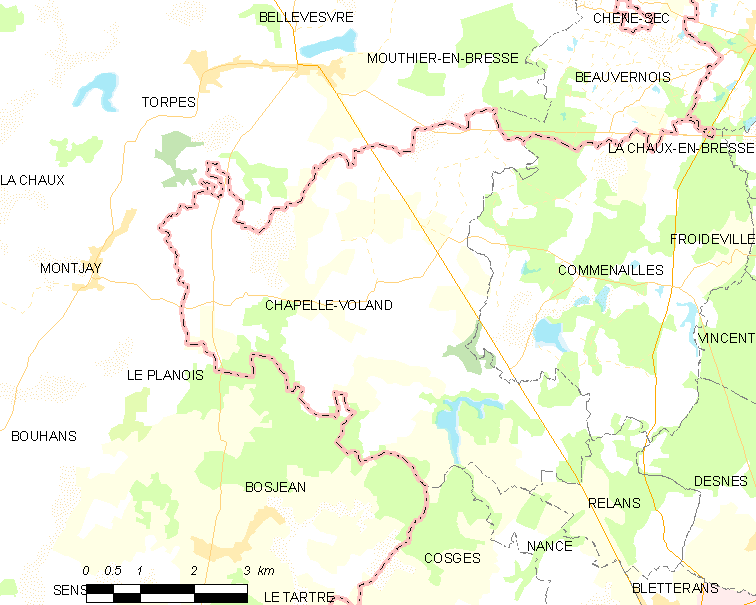
沙佩勒沃朗的OSM定位图

沙佩勒沃朗的时区为UTC+01:00、UTC+02:00（夏令时）。

## 行政
沙佩勒沃朗的邮政编码为39140，INSEE市镇编码为39104。

## 政治
沙佩勒沃朗所属的省级选区为布莱特朗县。

## 人口

1962-2008年间沙佩勒沃朗人口变化图示

沙佩勒沃朗于2022年1月1日时的人口数量为626人。